# Stazione di Newcastle
La stazione di Newcastle, anche conosciuta come stazione di Newcastle Centrale (in inglese: Newcastle railway station o Newcastle Central railway station) è la principale stazione ferroviaria della città di Newcastle upon Tyne, e una delle principali fermate della East Coast Main Line. La stazione venne inaugurata nel 1850 e nel 1981 venne collegata all'adiacente Central Station della metropolitana del Tyne and Wear, la metropolitana cittadina.